# Etyllaktat
Etyllaktat, också känt som etylestermjölksyra, är en monobasisk ester formad av mjölksyra och etanol, vanligen använd som lösningsmedel. Molekylen anses vara biologiskt nedbrytbar och kan användas som vattenlösligt avfettningsmedel. Etyllaktat hittas naturligt i små mängder i ett brett urval av livsmedel, däribland vin, kyckling och flera frukter. Lukten av utspädd etyllaktat är mild, smörlik, gräddlik, med inslag av frukt och kokosnöt.

## Fortsatt läsning
- Pereira, Carla S. M.; Silva, Viviana M. T. M.; Rodrigues, Alírio E. (2011). ”Ethyl lactate as a solvent: Properties, applications and production processes – a review”. Green Chemistry 13 (10):  sid. 2658. doi:10.1039/C1GC15523G.